# Derek Hess
 (février 2009).
Si vous disposez d'ouvrages ou d'articles de référence ou si vous connaissez des sites web de qualité traitant du thème abordé ici, merci de compléter l'article en donnant les références utiles à sa vérifiabilité et en les liant à la section « Notes et références ».
Derek Hess d'origine américaine est un artiste dessinateur et peintre, né dans le Cleveland Ohio[Quoi ?].

## Biographie
À l'âge de 15 ans, Derek Hess est influencé par les dessins de guerre fait par son père vétéran de la deuxième guerre mondiale, et un peu plus tard chef du département de design industriel à Cleveland Institute of Art. Il possède aujourd'hui, une ligne de vêtements appelée "Strhess Clothing" et de nombreux autres travaux, notamment des affiches et des pochettes/jaquettes pour des groupes de musiques "Rock hardcore". 
Derek Hess à travers ses performances artistiques, utilise la peinture acrylique, le stylo, et l'encre pour développer ses thèmes au niveau social, culturel, métaphysique, politique ou humain. 
En effet, il déclare : « C'est certain que je porte beaucoup de mes propres soucis, mes propres fardeaux, comme tout le monde d'ailleurs. [...] Ces problèmes sont surtout spécifiques à moi, ce sont mes bagages. Mais je pense qu'il y'a également un très grand fardeau universel qui règne partout autour de nous et en nous. Quand les gens s'identifient à mon art, il se peut que ce soit d'un point de vue social ou simplement qu'ils attachent leurs propres problèmes à l'image ». En effet, on peut supposer une sorte d'« identification universelle », d'où l'absence de « visage » .
Les œuvres de D. Hess dépeignent l'homme moderne, dépouillé de sa chair avec son âme exposée dans toute sa vulnérabilité mais aussi dans toute sa force: Une âme qui possède encore l'habilité de se redresser et de se diriger vers de meilleurs jours malgré tous les obstacles.